# Reckitt
 (novembre 2022).
La mise en forme du texte ne suit pas les recommandations de Wikipédia : il faut le « wikifier ».
Les points d'amélioration suivants sont les cas les plus fréquents. Le détail des points à revoir est peut-être précisé sur la page de discussion.
- Les titres sont pré-formatés par le logiciel. Ils ne sont ni en capitales, ni en gras.
- Le texte ne doit pas être écrit en capitales (les noms de famille non plus), ni en gras, ni en italique, ni en « petit »…
- Le gras n'est utilisé que pour surligner le titre de l'article dans l'introduction, une seule fois.
- L'italique est rarement utilisé : mots en langue étrangère, titres d'œuvres, noms de bateaux, etc.
- Les citations ne sont pas en italique mais en corps de texte normal. Elles sont entourées par des guillemets français : « et ».
- Les listes à puces sont à éviter, des paragraphes rédigés étant largement préférés. Les tableaux sont à réserver à la présentation de données structurées (résultats, etc.).
- Les appels de note de bas de page (petits chiffres en exposant, introduits par l'outil «  Source ») sont à placer entre la fin de phrase et le point final[comme ça].
- Les liens internes (vers d'autres articles de Wikipédia) sont à choisir avec parcimonie. Créez des liens vers des articles approfondissant le sujet. Les termes génériques sans rapport avec le sujet sont à éviter, ainsi que les répétitions de liens vers un même terme.
- Les liens externes sont à placer uniquement dans une section « Liens externes », à la fin de l'article. Ces liens sont à choisir avec parcimonie suivant les règles définies. Si un lien sert de source à l'article, son insertion dans le texte est à faire par les notes de bas de page.
- La présentation des références doit suivre les conventions bibliographiques. Il est recommandé d'utiliser les modèles {{Ouvrage}}, {{Chapitre}}, {{Article}}, {{Lien web}} et/ou {{Bibliographie}}. Le mode d'édition visuel peut mettre en forme automatiquement les références.
- Insérer une infobox (cadre d'informations à droite) n'est pas obligatoire pour parachever la mise en page.

Pour une aide détaillée, merci de consulter Aide:Wikification.
Si vous pensez que ces points ont été résolus, vous pouvez retirer ce bandeau et améliorer la mise en forme d'un autre article.
Reckitt Benckiser est une multinationale anglo-néerlandaise qui fabrique et distribue des produits d'entretien, des produits d'hygiène et des produits pharmaceutiques.
Le siège social est situé à Slough et à Hoofddorp. Issue de la fusion pour une création en 1999, de la société britannique Reckitt & Colman et de la société néerlandaise Benckiser, l'entreprise est le numéro 1 mondial des produits d'entretien ménager.

## Histoire

### Reckitt
À la fin du XIXe siècle, Reckitt & Sons commence son expansion en ouvrant des filiales à travers le monde, dont la première en Australie.
En 1888, Reckitt & Sons fait son entrée à la bourse de valeurs de Londres.
En 1913, une coentreprise est créée en Amérique du Sud entre Reckitt & Sons et J&J Colman - Atlantis. Cette opération fut une réussite et elle a été étendue en 1921 à l'ensemble des opérations commerciales en dehors de la Grande-Bretagne.
Au début du XXe siècle, l'entreprise se diversifie avec d'autres marques de produits d'entretien.
En 1938, Reckitt & Sons fusionne avec J&J Colman pour devenir Reckitt & Colman.
En 1985, Reckitt & Colman achète les produits de la marque Airwick. En 1990, Reckitt & Colman acquiert Boyle-Midway, un groupe de produits d'entretien américain avec les marques Woolite, Easy-off, Sani-Flush, Wizard et Old English.

### Benckiser
Benckiser se diversifie alors vers les biens de consommation et les produits de nettoyage industriel. Dans les années 1980, Benckiser continue son expansion vers les biens de consommation par le biais d'acquisitions.
En 1988, Benckiser achète Mira Lanza (it) et Panigal en Italie. En 1989, Benckiser achète Camp Group en Espagne. En 1990, Benckiser fait l'acquisition de l'entreprise de produits d'entretien Beecham (présente aux États-Unis et au Canada). En 1991, Benckiser lance son expansion en Europe de l'Est.

### Fusion
En 1999, Reckitt & Colman et Benckiser fusionnent pour former Reckitt Benckiser - le numéro 1 mondial des produits d'entretien ménager.
En 2006, Reckitt Benckiser réalise l'acquisition de Boots Healthcare International pour 1,926 million de livres sterling, et bénéficie ainsi d’un nouveau relais de croissance sur le marché des produits pharmaceutiques sans prescription médicale. L'entité Reckitt Benckiser Healthcare est alors créée en juin 2006.
Le secteur pharmaceutique devient en 2009 une priorité stratégique pour Reckitt Benckiser, puisqu'il représente un potentiel de croissance important lié au vieillissement des populations, au développement de l'automédication et aux possibilités de délistage de molécules.
En 2010, l'entreprise rachète SSL International, le fabricant des préservatifs Durex et des produits Scholl (soins des pieds et chaussures).
En 2012, l'entreprise rachète Schiff Nutrition, supplémenteur nutritionnel.
En mars 2014, Reckitt Benckiser acquiert la marque de lubrifiant K-Y auprès de Johnson & Johnson pour un prix inconnu. En juillet 2014, Reckitt Benckiser revend la branche chaussure de Scholl au fonds d'investissement allemand Aurelius.
En juin 2017, Reckitt Benckiser annonce le rachat de Mead Johnson Nutrition pour un montant proche de 16,6 milliards de dollars.
En juillet 2017, McCormick annonce l'acquisition de la division nourriture de Reckitt Benckiser, incluant notamment la marque French's, pour 4,2 milliards de dollars.
En mars 2021, le groupe se renomme simplement Reckitt, abandonnant Benckiser. L'entreprise cède la marque Scholl à Yellow Woods, propriétaire des chaussures de la marque Dr.Scholl.
En juin 2021, Reckitt annonce la vente de son activité de lait en poudre pour bébé en Chine pour 2,2 milliards de dollars, à un fonds d'investissement.

## Principaux actionnaires
Au 25 janvier 2020 :
| Morgan Stanley Investment Management  | 3,09 % |
| Reckitt Benckiser Holding             | 5,89 % |
| Massachusetts Financial Services Co.  | 2,73 % |
| The Vanguard Group                    | 2,54 % |
| Magellan Asset Management             | 2,33 % |
| BlackRock Fund Advisors               | 2,23 % |
| Norges Bank Investment Management     | 2,11 % |
| MFS International                     | 2,10 % |
| Legal & General Investment Management | 2,09 % |
| Fundsmith                             | 1,96 % |

## Organisation de l'entreprise

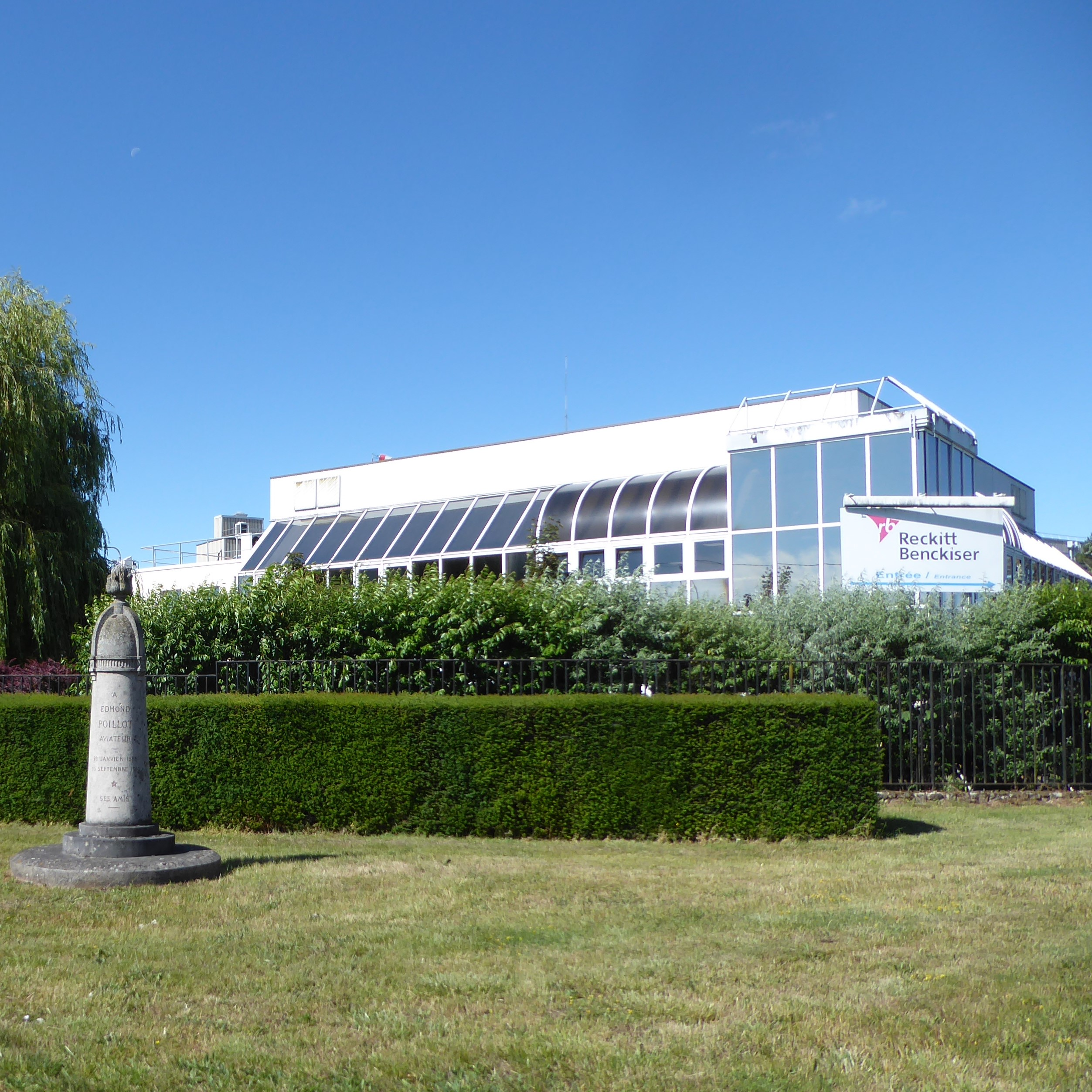
Usine de fabrication française du groupe à Chartres (Eure-et-Loir).

En 1998, Reckitt & Colman fait fusionner Wizard avec AirWick pour donner AirWick.
Reckitt Benckiser possède aujourd'hui un large éventail de marques ayant une notoriété et une part de marché importantes dans les pays ou elles sont distribuées. L'entreprise possède 19 "marques fortes", distribuées dans plus de 200 pays, parmi lesquelles on peut citer Airwick, Calgon, Cillit Bang, Harpic, Vanish, Veet et Woolite pour les produits d'entretien, et Strepsil, Gaviscon, Nurofen, Lutsine et Biactol-Clearasil pour les produits pharmaceutiques. Elle détient également de très nombreuses marques locales, spécifiques à un ou deux pays, comme Saint Marc ou Destop en France.
Elle s'appuie pour cela sur des filiales présentes dans chaque pays : Reckitt Benckiser France en France, Reckitt Benckiser Inc. aux États-Unis.
Le siège social de Reckitt Benckiser France se situe au 38, rue Victor Basch à Massy, et l'unique usine de fabrication française du groupe se situe au 102, route de Sours, à Chartres (Eure-et-Loir).

## Chiffres clés
En France, le chiffre d'affaires de Reckitt Benckiser a été de 707 millions d’euros en 2008, dont 618 millions d’euros pour les produits d’entretien de la maison et 89 millions d’euros pour les produits pharmaceutiques.
Reckitt Benckiser compte 636 salariés en France, répartis entre le siège et le site de production.
Dans le monde, Reckitt Benckiser vend pour plus de 15 millions de produits chaque jour, soit un chiffre d'affaires de 11,2 milliards d’euros, avec des sites de production dans 60 pays. 23 000 employés travaillent pour Reckitt Benckiser.

## Ses principales marques en France

### Soin du linge
- Calgon : anti-calcaire.
- Fabulon : aide au repassage.
- Vanish : détachants pour le linge.
- Woolite : lessives.

### Produits lave-vaisselle
- Finish (anciennement Calgonit).

### Entretien de la maison
- Lysol : désinfectants.
- Air Wick : désodorisants.
- Harpic : produits sanitaires.
- Destop : produits déboucheurs.
- Vitroclen : nettoyant pour plaques vitro-céramiques.
- Jex : tampons abrasifs et récurrents.
- Cillit Bang : nettoyants ménagers.
- Saint Marc : nettoyants ménagers.
- Ça-va-seul : produits d'entretien pour chaussures[16].

### Soin de la personne et santé
- Veet : produits dépilatoires et post-dépilatoires.
- Clearasil (Biactol) : peaux jeunes.
- Intima : hygiène intime féminine.
- Steradent : produits d'hygiène bucco-dentaire pour les porteurs de prothèse (nettoyant dentaire et crème fixative).
- Dettol : savons liquides anti-bactériens, gel hydroalcoolique.
- Gaviscon : médicament à base d'alginate de sodium utilisé pour le traitement symptomatique des reflux gastro-œsophagiens. Les formes liquides de ce médicament (suspension buvable en sachet, flacon) contient deux parabènes[17] — le parahydroxybenzoate de propyle (E216) et le parahydroxybenzoate de méthyle (E218) — « […] ces conservateurs dont la toxicité et les effets cancérigènes font l’objet de débats scientifiques et dont l'Assemblée nationale a voté l'interdiction le 3 mai 2011[17] ».
- Strepsils : pastille à sucer contre les maux de gorge et les petites plaies de la bouche.
- Strefen : pastille à sucer contre les maux de gorge contenant un anti-inflammatoire local. Réservé à l'adulte et à l'enfant de plus de 12 ans.
- Nurofen : gamme de médicaments anti-inflammatoires oraux dont le principe actif est l'ibuprofène.
- Durex : préservatifs.

## Controverses
En novembre 2016, Amnesty International publie un rapport dénonçant le travail des enfants et le travail forcé dans les plantations indonésiennes de palmiers à huile fournissant des entreprises comme Reckitt Benckiser, Nestlé, Unilever, Kellogg's, Colgate-Palmolive et Procter & Gamble,.